# Aufberger Loch
Das Aufberger Loch ist eine Doline auf der Oberhausener Alb an der westlichen Flanke des 810 m hohen Aufbergs etwa 1 km westsüdwestlich von Schloss Lichtenstein, Landkreis Reutlingen. Sie besteht aus einer Doline mit einer Tiefe von 17 m und 50 m Durchmesser. Eine Seitenhöhle ist 13 m lang und bis 2 m hoch bei einer Breite von 8 bis 13 m. Die zweite Höhle, Osthöhle genannt, ist 12 m lang und besitzt einen 8 m langen Kamin.
Unter dem Namen Doline Aufberger Loch am westl. Aufberg 1000 WSW von Schloss Lichtenstein ist die Doline auch als Geotop geschützt.